# Lauterstein (powiat Göppingen)
Lauterstein – miasto w Niemczech, w kraju związkowym Badenia-Wirtembergia, w rejencji Stuttgart, w regionie Stuttgart, w powiecie Göppingen, wchodzi w skład związku gmin Mittleres Fils-Lautertal. Leży w Jurze Szwabskiej, nad rzeką Lauter, ok. 15 km na wschód od Göppingen, przy drodze krajowej B466.